# Sergej Char'kov
Sergej Vladimirovič Char'kov (in russo Сергей Владимирович Харьков?; 17 novembre 1970) è un ex ginnasta sovietico, dal 1991 russo.

## Palmarès

### Olimpiadi
- 3 medaglie:
  - 3 ori (Seul 1988[1] nel corpo libero; Seul 1988[1] nel concorso a squadre; Atlanta 1996[2] nel concorso a squadre)

### Mondiali
- 2 medaglie:
  - 1 oro (Birmingham 1993[2] nella barra orizzontale)
  - 1 argento (Birmingham 1993[2] nell'all-around)